# Хуліо Сесар Єгрос
Хуліо Сесар Єгрос Торрес (ісп. Julio César Yegros Torres, нар. 31 січня 1971, Луке) — парагвайський футболіст, що грав на позиції нападника.
Виступав, зокрема, за клуби «Крус Асуль» та «УНАМ Пумас», а також національну збірну Парагваю.
Володар Кубка чемпіонів КОНКАКАФ.

## Клубна кар'єра
У дорослому футболі дебютував 1990 року виступами за команду клубу «Серро Портеньйо», в якій провів два сезони. 
Згодом з 1992 по 1997 рік грав у складі команд клубів «Депортіво Мандійу», «Серро Портеньйо», «Депортес Толіма», «Крус Асуль», «Крус Асуль Ідальго» та «Естудіантес Текос». Протягом цих років виборов титул володаря Кубка чемпіонів КОНКАКАФ.
Своєю грою за останню команду знову привернув увагу представників тренерського штабу клубу «Крус Асуль», до складу якого повернувся 1997 року. Цього разу відіграв за команду з Мехіко наступні три сезони своєї ігрової кар'єри. Більшість часу, проведеного у складі «Крус Асуль», був основним гравцем атакувальної ланки команди.
2000 року уклав контракт з клубом «УНАМ Пумас», у складі якого провів наступні два роки своєї кар'єри гравця.  Граючи у складі «УНАМ Пумас» також здебільшого виходив на поле в основному складі команди. У складі «УНАМ Пумас» був одним з головних бомбардирів команди, маючи середню результативність на рівні 0,39 голу за гру першості.
Протягом 2002—2006 років захищав кольори клубів «Монтеррей», «Чьяпас», «Леон», «Керетаро», «Атлетіко Селая», «Спортіво Лукеньйо» та «Леон».
Завершив професійну ігрову кар'єру у клубі «Лагартос Табаско», за команду якого виступав протягом 2006 року.

## Виступи за збірну
1991 року дебютував в офіційних матчах у складі національної збірної Парагваю. Протягом кар'єри у національній команді, яка тривала 10 років, провів у її формі 13 матчів.
У складі збірної був учасником розіграшу Кубка Америки 1991 року у Чилі, чемпіонату світу 1998 року у Франції.

## Титули і досягнення
- Володар Кубка чемпіонів КОНКАКАФ (1):

«Крус Асуль»: 1996
- Чемпіон Парагваю (3):

«Серро Портеньйо»: 1990, 1992, 1994